# Țipar (okręg Arad)
Țipar (węg. Szapáryliget, słow. Cipár) – wieś w Rumunii, w okręgu Arad, w gminie Sintea Mare. W 2011 roku liczyła 1379 mieszkańców. 